# フラッシュハイダース
『フラッシュハイダース』 (Flash Hiders) は、1993年12月19日に日本のライトスタッフから発売されたPCエンジンSUPER CD-ROM²用2D対戦型格闘ゲームである。
大規模戦争後の荒廃した世界を舞台に、「ウォレス」、「メイジア」、「ボランゾ」などの種族から主人公を選択し、年に一度開催される武術大会「バトルタイクーン」において優勝を目指す内容となっている。
開発はライトスタッフが行い、システム・デザイナーはPCエンジンSUPER CD-ROM²用ソフト『テクモワールドカップスーパーサッカー』（1992年）を手掛けた佐野敬之が担当、グラフィックはPCエンジンSUPER CD-ROM²用ソフト『テラフォーミング』（1992年）を手掛けた赤石龍彌が担当、音楽はPC-9801用ソフト『ティラムバラム』（1992年）を手掛けた澤下禎が担当、シナリオは小説『魔導物語シリーズ』（1994年 - 2000年）などで知られる小説家の山本剛が担当している。
後に続編的存在となるスーパーファミコン用ソフト『バトルタイクーン』（1995年）が発売された。同ソフトについても、この項で記載する。

## ゲーム内容

### システム
本作の舞台は、大規模な戦争により壊滅的な打撃を受け、荒廃とした後に新たな秩序が形成された世界である。この世界には3つの種族がおり、己の強靭な肉体のみを武器とし、獣化能力を備えた戦闘種族ウォレス、精霊とも力を通じ、魔法を扱える魔法種族メイジア、古代文明の遺産を用いて肉体を機械で強化し、銃火器の扱いに長けた機械種族ボランゾ。彼らは年に一度開催される武術大会“バトルタイクーン”で、各々の腕を競い合う。
本作は「バトルシミュレーション」というジャンルを謳っており、当初はパラメータを調整したキャラクターがオートで戦うゲームとして開発されていた。その名残として、シナリオモードでプレイヤーが操作しない「オートバトル」が選択できる。また成長要素、体力ゲージの他に「攻撃力」「防御力」「スピード」の3つのゲージがあり、各部を攻撃されることで、その値が戦闘中に変動するといった独特の要素が導入されている。
なお、本作ではカプコンのアーケードゲーム『ヴァンパイア』（1994年）よりも先にガードキャンセルを導入していた。

### ゲームモード
SCENARIO（シナリオ）
1人プレイ専用のストーリーモード。ビジュアルと音声によるフルボイスでストーリーが展開し、イベントとしてバトルが発生する。
ADVANCED（アドバンスド）
1人プレイ専用。バトルタイクーンと呼ばれる武闘会に出場して優勝を目指す。勝利すると経験値をや賞金を獲得でき、経験値によるレベルアップやショップで装備品を購入することでキャラクターを強化することができる。
VERSUS（バーサス）
1人 - 2人プレイ用の対戦モード。アドバンスモードで育てたキャラクターを使用することも可能。

### その他
PCエンジンに標準で付属するパッドは2ボタンのため、標準パッドにおける操作方法はボタンの押し時間により、パンチとキックの強弱を使い分けとなっている。ただし別売の6ボタンパッドにも対応しており、その際は各攻撃の強弱を振り分けられる。
本作はアーケードカードに対応しており、使用するとCD-ROMの読み込みが軽減される。

## 登場キャラクター

### 通常使用キャラクター
バング＝バイポット
声 - 緑川光
本作の主人公。種族はウォレス。
いわゆる喧嘩馬鹿で、しかも超が付くほどの自信家。
突進攻撃を主体に接近戦を得意とし、虎に獣化することができる。
ティリア＝ローゼット
声 - 林原めぐみ
バングの幼なじみ。種族はメイジア。バングのお目付役として同行している。
火の魔法に長けており、炎の精霊イフレイスを召喚することができる。
実はバングとは相思相愛の仲なのだが、両者ともその自覚は無いようで、いつも憎まれ口を叩き合っている。
胸が小さいことを気にしているらしく、「ボンレスハム」と呼んだバングを盛大に魔法で吹っ飛ばしたこともある。
オットー＝ハルフォード
声 - 辻谷耕史
中央政府主席親衛隊長。種族はボランゾ。有事の際にはハーマンとコンビを組むことが多い。
重装備タイプで攻撃力と防御力は高いが、動きは多少鈍い。
よくしゃべるハーマンに対して、非常に無口。必要最低限のこと以外はしゃべらない。
ハーマン＝ド＝エラン
声 - 水谷優子
中央政府主席親衛隊員。種族はウォレス。普段はスピノザの護衛をしているが、直接命令を受けて動くこともある。その場合はオットーとコンビを組んで動くことが多い。
スピードと足のリーチを生かした戦い方を得意とし、豹に獣化することができる。
スピノザにベタ惚れしており、彼のことになると見境がなくなる。その割に、アドバンストモードでは（ゲーム展開の都合もあるが）スピノザを容赦なくぶちのめしていたりする。
酒癖が悪く、いつもアドバンスドモードのストーリーでは飲んだくれている。
ラブルハルト
声 - 沢木郁也
『フラッシュハイダース』のみ登場。
「夜の剣（ナイトブレード）」の異名を取る剣士。種族はウォレス。
日本刀を使っての接近戦を得意とし、狼に獣化することができる。
スピノザ＝サンダーヘッド
声 - 檜山修之
中央政府主席。つまりはこの世界で一番偉い人なのだが、主要キャラクターの中で一番年下。種族はメイジア。
常に冷静沈着。『フラッシュハイダース』のシナリオモードでの一件でバングに敗れて以来、密かに彼をライバル視している。
雷の魔法に長けており、雷の精霊ボルビックを召喚することができる。
カルナーサ＝ル＝ボン
声 - 渡辺久美子
各地を荒らし回っている有名な女盗賊。種族はボランゾ。自分のことを「アイスウィンド」の二つ名で呼ぶ。
ボランゾとしては軽装タイプで、棒術での戦いを得意とする。
オヤジ趣味で、『フラッシュハイダース』ではグラニール、『バトルタイクーン』ではジェイル＝ランスに一目惚れする。
ホロウ
声 - 山野井仁
『フラッシュハイダース』のみ登場。
「影の牙（シャドウファング）」の異名を取る格闘家。種族はボランゾ。
シーナ＝バンパイド
声 - 吉田古奈美
種族はメイジア。実は魔界から召喚されたバンパイア。ダイルファーの従者として、彼の身辺を世話している。
『バトルタイクーン』では諸事情により丁稚奉公に出され、スピノザの秘書をしている。
風と氷の魔法に長けており、氷の精霊ウィンディを召喚することができる。

### 隠しキャラクター
グラニール
声 - 細井治
『フラッシュハイダース』のみ登場。種族はウォレス。条件を満たせば使用可能になる。
槍を使っての戦闘を得意とし、竜に獣化することができる。
ムーンライズ
声 - 若本規夫
『フラッシュハイダース』のみ登場。種族はボランゾ。条件を満たせば使用可能になる。
常にマスクを外さない、スピノザの秘書。

### サブキャラクター
メインキャラクターと違い、種族は明らかにされていない。
エルエー
声 - 瀧本富士子
バングとティリアがバトルタイクーンへ向かう道中で出会った謎の少年。
『フラッシュハイダース』ではシナリオモードのみ登場、『バトルタイクーン』ではラウンドコールを担当。
リラ
声 - 宮川香月
カルナーサの部下。実はオヤジ趣味。
レイ
声 - 吉田古奈美
カルナーサの部下。実はオヤジ趣味。
ダイルファー
声 - 宮田浩徳
シーナの主人で、彼女を魔界から召喚した。

## 音楽
エンディングテーマ
- 「とまれない愛を」
  - 作詞：下橋正人
  - 作曲：澤下禎
  - 歌：下橋正人

## スタッフ
- コンセプト・プランナー：チキンヘッド
- アート・オブ・プログラマー：張る大王様
- ビジュアル・デザイナー：チキンヘッド
- システム・デザイナー：佐野敬之
- ラスター・ドットマン・ブレード：エイジャの赤石（赤石龍彌）
- ドット絵師：黒沢正記
- バトル・原動画：篠崎光司、山田展彦
- ビジュアル：富田記史、門倉靖、大巻雅和、関洋一、小松原直美、中里壮志
- バトル背景：村上隆、西塚耕一、星野宇喜子
- サウンド・アーティスト：澤下禎
- 効果音：鈴木丈司
- タイム・キーパー：黒沢正記
- コンセプト・アドバイザー：おつりSS
- シナリオ・プロット：山本剛 (F.E.A.R)
- バトル・原動画：高梨誠（ネクサスインターラクト）
- 広報：横山秀昭、高見由紀、笠井晶子
- マニュアル制作
  - デザイン：佐野敬之
  - イラスト：チキンヘッド
  - 注意書きの絵：エイジャの赤石（赤石龍彌）
- エグゼクティブ・プロデューサー：島哲郎

## 評価
- ゲーム誌『ファミコン通信』の「クロスレビュー」では7・5・6・6の合計24点（満40点）[2]、『月刊PCエンジン』では75・85・85・80・85の平均82点（満100点）、『電撃PCエンジン』では85・80・90・65の平均80点（満100点）、『PC Engine FAN』の読者投票による「ゲーム通信簿」での評価は以下の通りとなっており、24.5点（満30点）となっている[3]

| 項目 | キャラクタ | 音楽 | お買得度 | 操作性 | 熱中度 | オリジナリティ | 総合 |
| 得点 | 4.4        | 3.9  | 4.1      | 4.0    | 4.2    | 3.9            | 24.5 |

- ゲーム本『懐かしゲーム機大百科 PCエンジン完全ガイド 1987-1999』では、CD-ROMの大容量によってビジュアルシーンが豊富である事や、人気声優を起用しているため「アニメを見ている雰囲気」であると肯定的に評価した[1]。その他、キャラクターを育成するモードも良い出来であるとした上で「いまいちブレイクしなかったのが残念」と総括した[1]。

## バトルタイクーン
『バトルタイクーン』は、1995年5月19日に日本のライトスタッフから発売されたスーパーファミコン用2D対戦型格闘ゲーム。
前作『フラッシュハイダース』（1993年）の1年半後に発売された。バックストーリーは前作の一年後という設定になっている。実質的なゲーム内容は『フラッシュハイダース』のリメイクであるが、ガードキャンセルの廃止や超必殺技の追加など、いくつか変更点がある。大きな変更点は戦闘を繰り返してキャラクターを育てるアドバンスモードが強化されたこと。これによりパスワード入力によりキャラクターを呼び出すことで自分が育てたキャラクターと、友だちが育てたキャラクターを対戦させることも可能となった。
開発はライトスタッフが行い、スタッフは前作から引き継ぐ形でゲーム・デザインは佐野敬之および赤石龍彌、音楽は澤下禎の他にPCエンジンSUPER CD-ROM²用ソフト『アルナムの牙 獣族十二神徒伝説』（1994年）を手掛けた川島伸二が担当、シナリオは赤石龍彌の他に結城貴美が担当している。

### ゲーム内容
ゲームモードはシナリオモードが廃止されて、アドバンスドモードとバーサスモードのみになった。また、アドバンスドモードでは闘技場での賭けバトル（オートバトルの勝者を予想する）が追加された。
登場キャラクターは前作のラブルハルト、ホロウ、グラニール、ムーンライズが削除されて、新たにガストン＝スレイド、パチェット＝ベイン、ジェイル＝ランスが追加された。

### 登場キャラクター
本作で新たに追加されたキャラクターのみを以下に記す。
ガストン＝スレイド
声 - 青野武
種族はボランゾ。全身を機械に改造した老戦士で、現在ではめったに見かけなくなった重機動タイプである。
こっそりオットーをライバル視している。
パチェット＝ベイン
声 - 緒方恵美
姉御肌の女剣士。種族はウォレス。
前作のラブルハルトと同様に刀を使っての接近戦が得意で、熊に獣化することができる。
優れたパワーを誇る。美形であれば男でも女でも守備範囲（両刀）であるらしい。
ジェイル＝ランス
声 - 大塚明夫
『バトルタイクーン』の隠しキャラクター。
バングの父親。種族はウォレス。剣を使って戦う。
父親だけあってバングと似た技を使ってくるが、獣化する必殺技は持っていない（必殺技がないだけで、設定によればライオンに獣化することができるとのことである）。
『フラッシュハイダース』と『バトルタイクーン』の全使用可能キャラクター中、ただ一人アドバンスドモードで使用できないキャラクターである。

### スタッフ
- 企画：チキンヘッド
- キャラクター・デザイン：チキンヘッド
- ゲーム・デザイン：佐野敬之
- ゲーム・リデザイン：エイジャの赤石（赤石龍彌）
- プログラム：FUJIYAMA
- バトルキャラ原動画：篠崎光司
- グラフィック：篠崎光司、村上隆、富田記史、黒沢正記、兼綱康成
- スプライト圧縮：エイジャの赤石（赤石龍彌）
- 音楽・作曲：澤下禎、川島伸二
- 音源ドライバー・SE・データ作成：川崎 康宏 (CUE)、沖田一誠 (CUE)
- アドバンスモード・ビジュアル原画：エイジャの赤石（赤石龍彌）
- シナリオ：結城貴美、ただのK、エイジャの赤石（赤石龍彌）
- エグゼクティブ・プロデューサー：島哲郎

### 評価
- ゲーム誌『ファミコン通信』の「クロスレビュー」では5・5・6・4の合計20点（満40点）[5]、『ファミリーコンピュータMagazine』の読者投票による「ゲーム通信簿」での評価は以下の通りとなっており、21.5点（満30点）となっている[6]

| 項目 | キャラクタ | 音楽 | お買得度 | 操作性 | 熱中度 | オリジナリティ | 総合 |
| 得点 | 3.8        | 3.5  | 3.4      | 3.6    | 3.6    | 3.6            | 21.5 |